# Heteropterygidae
A Heteropterygidae a rovarok (Insecta) osztályához és a botsáskák (Phasmatodea) rendjéhez tartozó család.

## Rendszerezés
A családba az alábbi alcsaládok és nemzetségek tartoznak:
- Dataminae
  - Datamini
- Heteropteryginae
  - Heteropterygini
- Obriminae
  - Eubulidini
  - Miroceramiini
  - Obrimini